# Пустынь (городской округ Семёновский)
Пу́стынь — деревня в составе Беласовского сельсовета городского округа Семёновский.
Деревня располагается на правом берегу реки Керженец, в 23 км севернее райцентра Семёнов, высота над уровнем моря 99 м. Ближайшие населённые пункты — Богоявление в 2,5 км южнее и Бараниха в 1 км на северо-восток.